# Ausbildung von Journalisten in Deutschland
Die Ausbildung im Journalismus in Deutschland verläuft auf sehr unterschiedlichen Wegen. Es gibt dazu neben Tarifverträgen und einigen Richtlinien keine verbindlichen gesetzlichen Regelungen.

## Geschichte
1916 richtete Karl Bücher an der Universität Leipzig das erste Institut für Zeitungskunde in Deutschland ein. Zum einen wollte er den angehenden Journalisten eine akademisch fundierte, berufsvorbereitende und journalistische Ausbildung ermöglichen, um das Niveau der Presse zu heben. Zum anderen sollte so für die Presse eine Stätte der wissenschaftlichen Forschung geschaffen werden.
Erste „zeitungsfachliche Fortbildungskurse“ für Redakteure fanden in der Weimarer Republik statt.
In der Zeit des Nationalsozialismus dienten Einrichtungen wie die Reichspresseschule der Kommunikationskontrolle durch das Regime.
Mit dem Werner-Friedmann-Institut, dem Vorläufer der Deutschen Journalistenschule, wurde 1949 eine der ersten Journalistenschulen der Bundesrepublik Deutschland gegründet.
Ein Hauptfachstudium in Publizistik, das sich aber nicht unbedingt als Berufsvorbereitung für Journalisten sah, boten zunächst nur die Universitäten in Berlin (FU), Münster und München; daneben gab es die Deutsche Journalistenschule in München. Da häufig die These vertreten wurde, Journalismus sei ein Begabungsberuf, der keine besondere Qualifikation brauche, legte man wenig Wert auf eine gezielte Aus- und Fortbildung. Im Gegensatz dazu war für die DDR das Studium der Journalistik an der Karl-Marx-Universität in Leipzig ein wichtiger und staatlich reglementierter Zugang.
Während nach dem Zweiten Weltkrieg nur wenige jüngere Menschen den Wunsch hatten, Journalistin oder Journalist zu werden, war die Nachfrage um die Jahrtausendwende sehr hoch. Oft war die Rede von einem „Traumberuf“, so zum Beispiel Jörg Sadrozinski, Leiter der Deutschen Journalistenschule. Im Zuge des Zeitungssterbens und der Digitalisierung ging die Nachfrage jedoch zurück, sodass von einer „Talentkrise“ die Rede ist.
Es bestehen dafür keine formalen Voraussetzungen, z. B. Abitur oder Studium. Der übliche Weg bestand früher in einem meist ein- bis zweijährigen Volontariat in einer Redaktion oder in einem (abgebrochenen oder abgeschlossenen) Studium. Lange Zeit sperrten sich die Verlegerverbände gegen verbindliche Festlegungen.

## Wege zum Journalismus
Heute ist das Angebot wesentlich differenzierter als früher. Neben dem Einstieg (möglichst nach dem Abitur) meist
- durch Praktika, Hospitanzen und freie Mitarbeit
- und/oder einer Berufsausbildung auf einem anderen Gebiet sowie
- einem Volontariat von unterschiedlicher Länge ist der Zugang mit unterschiedlichen Voraussetzungen (z. B. Numerus clausus, Aufnahmeprüfung mit Wissens- und Schreibtests, Nachweis von Praktika, Arbeitsproben) auch möglich durch
- ein Studium an einer Fachhochschule oder Universität. Die Fachrichtung ist nicht vorgeschrieben. Grundsätzlich gibt es dabei die Wahl zwischen
  - themenverwandten, aber unterschiedlich praxisnah gestalteten Studiengängen (etwa Publizistik, Medienwissenschaft und Kommunikationswissenschaft versus Journalistik, Mediengestaltung u. ä.)
  - sowie sämtlichen anderen Fachrichtungen, beispielsweise Germanistik, Soziologie, Psychologie, Fremdsprachen, wirtschafts- und rechtswissenschaftliche Fächer, Agrarwissenschaft, Biologie usw. Aufgrund eines Studiums kann die Dauer des Volontariats je nach Absprache verkürzt werden.
- Daneben bieten auch konzern- und verlagseigene sowie freie (auch kirchlich orientierte) Journalistenschulen eine Ausbildung an, zum Teil in Kooperation mit Hochschulen und in berufsbegleitender Form.
- Möglich ist ferner eine Ausbildung im Fernstudium.

Neben der Grundausbildung gibt es zahlreiche Offerten zur Fort- und Weiterbildung.
In vielen Redaktionen ist eine Redakteurin oder ein Redakteur für die Ausbildung zuständig. Nicht selten führen Redaktionen Bewerbertests und Auswahlgespräche durch, die darüber entscheiden, ob ein Ausbildungsvertrag geschlossen wird.

## Persönliche Anforderungen
In journalistischen Berufen sind folgende Eigenschaften generell wichtig: Gutes Auftreten, ausgeprägte Kommunikations- und Teamfähigkeit, überdurchschnittliche Allgemeinbildung, Interesse für politische, soziale, kulturelle und andere Themen, rasche Auffassungsgabe, körperliche Belastungsfähigkeit, schnelles Einstellen auf neue Sachverhalte, Sinn für das Recherchieren, Schreiben und Sprechen, ebenso für visuelles und akustisches Gestalten, Gespür für nachgefragte Themen, Zuverlässigkeit, Geduld, Ausdauer, Kenntnisse im Englischen, Foto-, PC- und Internetkenntnisse, Führerschein.
In seinem Papier „Berufsbild des Journalisten“ formulierte der Deutsche Journalisten-Verband bereits am 25. September 1984: „Journalisten müssen je nach den Anforderungen ihrer unterschiedlichen Tätigkeitsbereiche über folgende Fähigkeiten und Eigenschaften verfügen: analytisches und logisches Denken, sprachliche Ausdrucksfähigkeit, Sinn für akustische und visuelle Gestaltungsmöglichkeiten, technische Kenntnisse über das Medium, Kontaktfähigkeit und Bereitschaft zur Zusammenarbeit, Einfühlungsvermögen, Aktivität, Kreativität.“

## Inhalt der Ausbildung
Die unterschiedlichen Ausbildungswege vermitteln vor allem in Redaktionen, aber auch bei den einschlägigen Studiengängen und Kursen die Grundlagen journalistischer Arbeit. Dazu zählen vor allem das Auswählen von Themen, das Recherchieren, das Redigieren und das Schreiben von Texten etwa für Berichte, Kommentare, Glossen, Reportagen und Rezensionen sowie das Interviewen; dazu kommen Einblicke in das Gestalten von Seiten bzw. Sendungen, das Auswählen von Bildern und Grafiken, die Nutzung von Archiven, Fachliteratur und (im Rundfunk) von Originaltönen. Auch Grundkenntnisse im Medienrecht, zu den Medienstrukturen und z. B. zum Kommunal- und Haushaltsrecht sind Stoff der Ausbildung. Soweit die Ausbildung in einer Redaktion erfolgt, durchlaufen die Auszubildenden mehrere Abteilungen, darunter je nach Zuschnitt eines Hauses Ressorts wie Politik, Nachrichten, Wirtschaft, Sport, Kultur, Vermischtes, Wissenschaft und Magazin. Als Grundlage wird oft die Arbeit im Lokalen und Regionalen angesehen. Für die Ausbildung in Radio-, Fernseh- und Online-Redaktionen sind deren spezielle Strukturen und Bedürfnisse maßgebend.

## Tarifverträge und Richtlinien zum Volontariat
Innerhalb der abweichenden Ausbildungswege ist nur das Volontariat bei Tageszeitungen und Zeitschriften tarifvertraglich geregelt, doch gibt es im Gegensatz zur Lehre im gewerblichen und kaufmännischen Bereich keine im Detail festgelegten gesetzlichen Regelungen. Das Volontariat dauert je nach Vorbildung und/oder Eignung zwischen zwölf und höchstens 24 Monaten. Bei Tageszeitungen und Zeitschriften bestehen jedoch seit 1990 z. B. für die Mitgliedsverlage des Bundesverbandes Deutscher Zeitungsverleger Vorgaben über Mindestalter (18 Jahre), Dauer, Inhalte der Ausbildung und Gehalt; dazu gehört auch der Besuch berufsbegleitender Volontärskurse. Ein Programmvolontariat für Hörfunk und Fernsehen dauert meist 18 Monate, in denen die Volontäre zahlreiche Abteilungen durchlaufen. Private Sender bieten Volontariate zu sehr unterschiedlichen Bedingungen an.

## Zitate
„Das hab' ich in meinen fünf Jahren bei der BBC in London gelernt: Distanz halten, sich nicht gemein machen mit einer Sache, auch nicht mit einer guten, nicht in öffentliche Betroffenheit versinken, im Umgang mit Katastrophen cool bleiben, ohne kalt zu sein.“

„(Im Publizistik- und Journalistikstudium) werden Journalistentypen gezüchtet, die glauben, sie müssten dem Rest der Welt das Leben erklären. Dabei können sie selber kaum mit einer Gemüsehändlerin reden.“